# 地方 (中華民國)
地方是中華民國曾设置的第一級行政區劃单位。北洋政府將「京兆地方」設於首都北京。而國民政府成立後僅設於外蒙古和西藏，名義上由行政院直轄，當時二者早已經宣告獨立，實際上並不在中國政府的管轄範圍內，所以不設省而稱之為「地方」。

## 历史
外蒙古和西藏兩地因為歷史文化和地理環境特殊，清代時即實行高度自治，並於辛亥革命時宣告獨立。中華民國北京政府覆滅時，蒙古人民共和國業已成立，而西藏仍由甘丹頗章政權統治。國民政府建都南京後也一直未能對其实施事实上的統治權。
1946年1月5日，中華民國政府正式承認外蒙古的独立。2002年起兩國政府於對方首都互設外交代表處。2012年5月21日，行政院大陸委員會發表新聞稿，表示「民國35年我國憲法制定公布時，蒙古（俗稱外蒙古）獨立已為我政府所承認，因此，當時蒙古已非我國憲法第4條所稱的『固有之疆域』」，否定外蒙古為中華民國法定領土。
至於西藏，南京國民政府曾於1934年在西藏首府拉薩設立聯絡處，1939年升級為蒙藏委員會駐藏辦事處。1949年，在國府在中國大陸的統治即將瓦解之際遭西藏噶廈政府下令逐出西藏。

## 列表
| 編號 | 名稱     | 簡稱 | 首府                | 地理大區 |
| 無   | 京兆地方 | 京   | 北京                | 華北     |
| 37   | 西藏地方 | 藏   | 拉薩                | 西部     |
| 38   | 蒙古地方 | 蒙   | 庫倫 （今烏蘭巴托） | 塞北     |